# Presos políticos durante la Revolución bolivariana

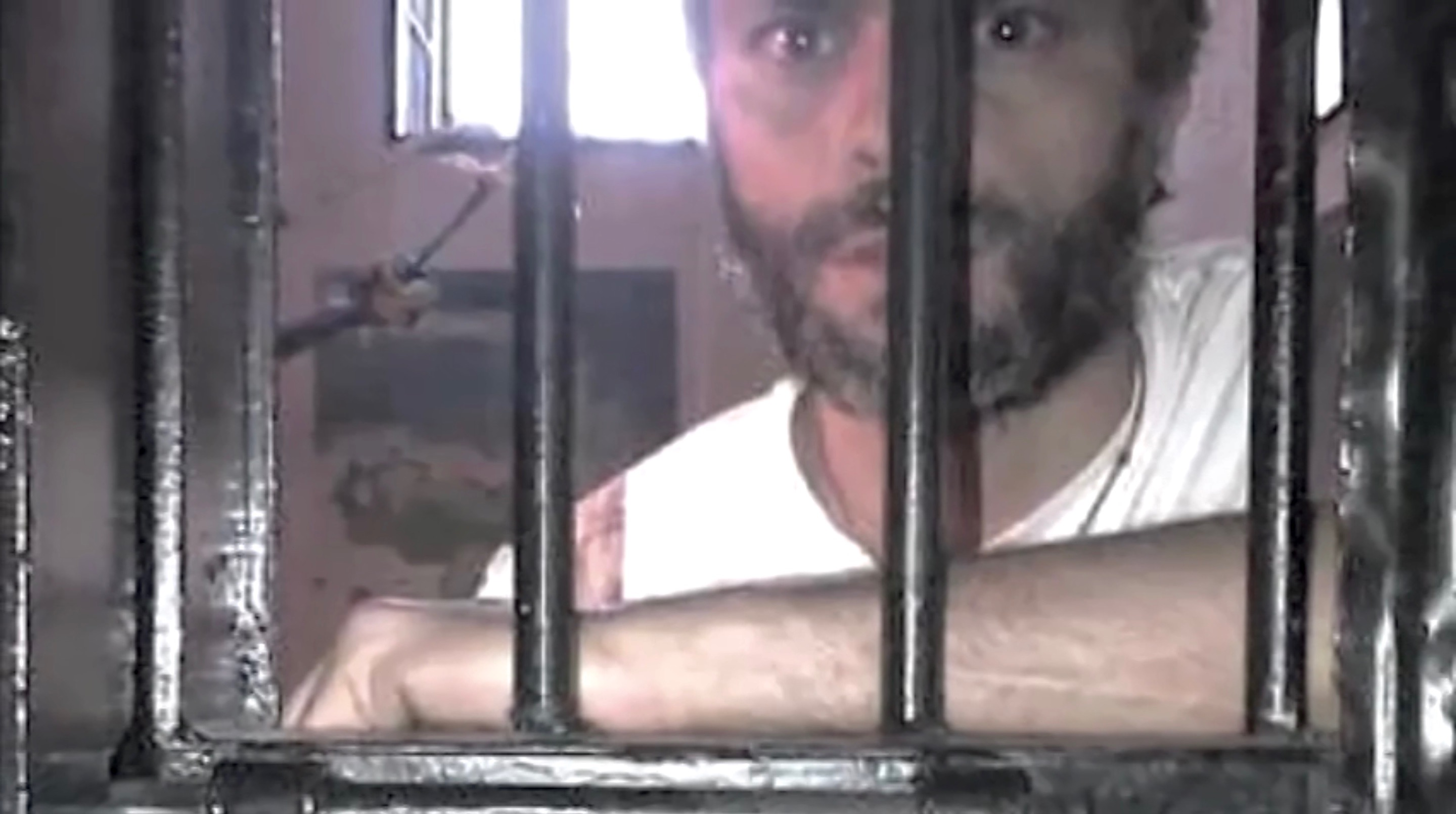
Leopoldo López, declarado como prisionero de conciencia de Amnistía Internacional, en la Cárcel de Ramo Verde en 2017.

Los presos políticos de Venezuela son aquellas personas arrestadas y encarceladas en el país de manera arbitraria y con motivos políticos.Para el 12 de agosto de 2024, la ONG Foro Penal verificó e identificó 1.315 detenciones arbitrarias como parte de la represión post-electoral desde el 29 de julio. Entre ellas se incluyen a 177 mujeres, a 117 menores de edad, a 14 indígenas, y a 17 personas con discapacidad.
Actual e históricamente, la mayoría de los presos políticos en el país no han sido políticos de profesión o militantes de partidos, pero personas de varias profesiones, incluyendo pero no limitado a estudiantes, periodistas, activistas, abogados, militares, entre otros.
El 10 de marzo de 2025, Foro Penal determinó que se desconocía el paradero de 64 presos.

## Definición
La organización no gubernamental Foro Penal, la cual lleva el registro de los presos políticos en el país, ha elaborado una definición para los presos políticos durante la Revolución bolivariana:
- Por causas políticas: Aquellas personas perseguidas o detenidas arbitrariamente a las que se les atribuyen crímenes o infracciones tradicionalmente caracterizados como “políticos”, incluyendo “rebelión”, “complot”, "incitación al odio" o “traición a la patria”, entre otros (siempre y en cuando no se haya hecho uso de la violencia), con un objetivo político que a su vez puede dividirse en una o más categorías.
- Por propósitos políticos: Aquellas personas perseguidas o detenidas arbitrariamente para cumplir con un objetivo político.
- Sobrevenido: Aquellas personas que no son perseguidas o detenidas de forma arbitraria o ilegal, pero posteriormente son sometidas por las autoridades a condiciones de persecución, procesamiento o encarcelamiento que vulneran flagrantemente sus derechos humanos con un objetivo político, formalmente declarado o no, de las autoridades.

Foro Penal también divide en seis categorías diferentes los objetivos o propósitos que determinan que una acción de persecución o represiva sea política:
- Exclusión: Perseguidos políticos por representar individualmente una amenaza política para el gobierno, por ser líderes políticos o sociales. El objetivo de la persecución es la exclusión del individuo del ámbito político, su neutralización como factor de movilización política o social, y su aislamiento del resto de la población.
- Intimidación: Perseguidos políticos que forman parte de un grupo social, en vez de representar una amenaza política individual para el poder. El objetivo de la persecución es la intimidación del grupo o sector al que pertenecen, incluyendo estudiantes, activistas, periodistas, jueces, militares, entre otros.
- Propaganda: Perseguidos políticos que, sin ser considerados como una amenaza política individual o colectiva, son utilizados para respaldar una narrativa o discurso oficiales relacionadas con una situación nacional con el objetivo de evadir la responsabilidad del fracaso de políticas o medidas públicas.
- Extracción: Perseguidos políticos, generalmente privadas de libertad, con el objetivo de obtener información que permita la ubicación de otras personas perseguidas con fines políticos. En la categoría se encuentran los casos de detención de familiares o amigos de la persona buscada, y en varios casos la extracción de la información se realiza bajo tortura.
- Venganza: Perseguidos políticos cuyos derechos son violados como expresiones de abuso de poder, personal y directo, de autoridades que usan su influencia política y cargos en estructuras represivas para defender intereses personales o individuales. El objetivo político no es colectivo sino personal.
- Rehenes: Personas detenidas o perseguidas para obtener influencia en negociaciones con países u organismos internacionales de acuerdo con las necesidades de la política exteriores del gobierno venezolano.

## Historia

### Hugo Chávez
En el estado Táchira, personas fueron arrestadas y encarceladas acusados del cargo de rebelión civil, durante el golpe de Estado del 11 de abril de 2002. En este sentido el oficialismo le suelen denominar "políticos presos" aunque solo una parte de los implicados habían tenido algún tipo de actividad política. Según el chavismo, las personas arrestadas se apoyaron de la impunidad al régimen de facto de Pedro Carmona que gobernó por dos días y derrocó temporalmente al presidente Hugo Chávez mediante un golpe de Estado, el 11 de abril de 2002, y entre sus acciones estaba el presunto intento de asesinato al gobernador del Táchira Ronald Blanco La Cruz, la acusación formal y los trámites judiciales la realizó el citado gobernador.
La oposición de Chávez y los medios de comunicación declararon que los arrestos fueron improcedentes, injustos y hechos por fines políticos, y de amedrentamiento de la oposición. En 2003, una ciudadana y tres militares vinculados a los soldados sublevados en la Plaza Altamira durante el paro general de 2002 fueron asesinados. Zaida Peraza, de 28 años; Darwin Argüello, de 21; Ángel Salas, de 21, y Félix Pinto, de 22, fueron encontrados en dos lugares diferentes de las afueras de Caracas con signos de haber sido torturados, atados de pies y manos, habiendo sido asesinados con tiros de escopeta a corta distancia. El líder del grupo, el general Enrique Medina Gómez, declaró que varios testigos vieron cómo los militares, junto a dos mujeres que les acompañaban, fueron detenidos y obligados a abordar dos camionetas por hombres vestidos de negro y con las caras cubiertas con pasamontañas.
José Dacre "Maraco" fue arrestado el 20 denero de 2009, es considerado el primer preso político del movimiento estudiantil venezolano. La jueza María Lourdes Afiuni fue detenida el 17 de diciembre de 2009 en el Instituto Nacional de Orientación Femenina (INOF), una cárcel de mujeres en las afueras de Caracas. En enero de 2010, la fiscalía presentó cargos oficiales contra Afiuni por presuntas irregularidades en la liberación de Eligio Cedeño. Ese mismo año, el diputado opositor Biagio Pilieri fue arrestados.

### Nicolás Maduro

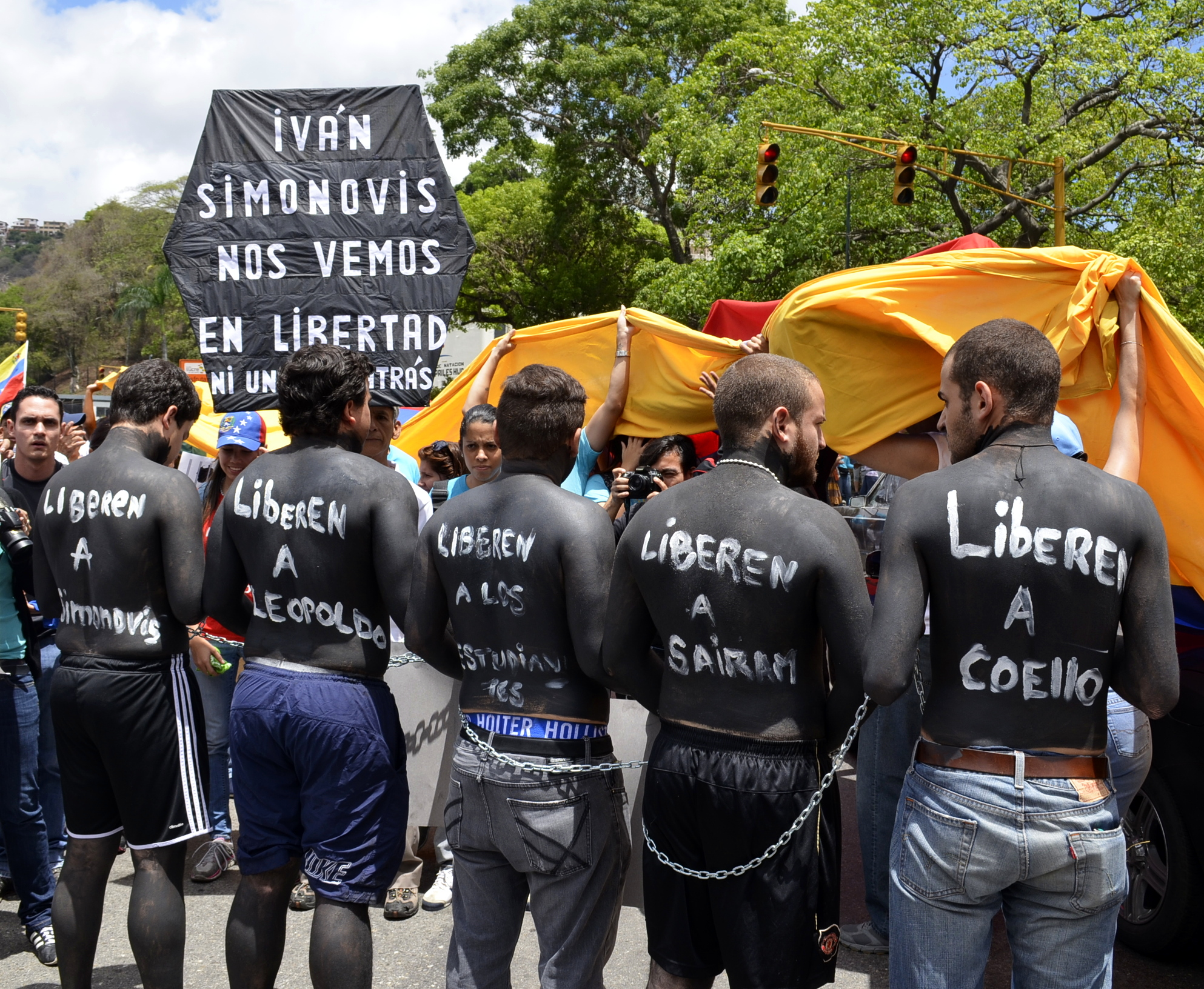
Manifestación pidiendo la liberación de presos político en 2014.

Durante las protestas en Venezuela de 2014, la ONG Foro Penal documentó 33 casos de torturas contra detenidos, afirmando que los abusos fueron «continuos y sistemáticos» y que las autoridades venezolanas eran «acusadas en general de golpear a los detenidos, en muchos casos fuertemente, y muchas personas han indicado que las fuerzas de seguridad les han robado, tomando sus teléfonos móviles, dinero y joyas».
El Alto Comisionado de las Naciones Unidas para los Derechos Humanos (ACNUDH) denunció que durante las protestas en Venezuela de 2017 «varios miles de personas han sido detenidas arbitrariamente, muchas de ellas han sido víctimas de malos tratos e incluso de torturas». Algunas de las víctimas de desaparición forzada aun no han aparecido como es el caso de Hugo Marino Desde 2015 al menos 12 presos políticos han muerto en prisión. Según el Programa Venezolano de Educación Acción en Derechos Humanos, entre 2013 y 2023, han sido privadas de su libertad 53.075 personas por razones políticas o en el marco de acciones ilegales de policías y/o militares.
Después del resultado de las primarias de los partidos de oposición en octubre de 2023, el gobierno inició una persecución sistemática contra representantes de la Plataforma Unitaria, trato de anular el resultado de las primarias por medio del TSJ que sentenció como nulo el proceso electoral de octubre, y ordenó la presentación de los líderes de la comisión de las primarias con el material electoral, supuestamente para ser investigados, algunos quedaron detenidos como  Nelson Piñero activista del partido Encuentro Ciudadano y Roberto Abdul Hadi presidente de la asociación civil Súmate.
En un movimiento diplomático importante, Estados Unidos y Venezuela han alcanzado un acuerdo de canje de prisioneros que ha resultado en la liberación de varios ciudadanos de ambos países. Álex Saab, empresario colombiano y supuesto testaferro del presidente venezolano Nicolás Maduro, fue excarcelado en Estados Unidos y regresó a Venezuela el 20 de diciembre de 2023. Su liberación fue parte de un intercambio negociado que incluyó la puesta en libertad de 10 estadounidenses y 20 venezolanos que estaban detenidos en Venezuela.
Álex Saab quien fue detenido originalmente en 2020 por cargos de lavado de dinero, con fiscales estadounidenses alegando que había desviado unos 350 millones de dólares de Venezuela. Su liberación se produjo después de recibir un indulto del presidente estadounidense Joe Biden el 20 de diciembre de 2023, en un acuerdo mediado por Catar. A su llegada a Venezuela, fue recibido por el presidente Maduro en el palacio presidencial de Miraflores en Caracas, donde Maduro lo elogió como un "hombre valiente" y celebró su regreso como un triunfo de la verdad. El presidente Biden confirmó la liberación de los 10 estadounidenses, destacando que reunir a estadounidenses detenidos injustamente con sus familias ha sido una prioridad para su gobierno. Entre los estadounidenses liberados estaban Joseph Ryan Cristella, Jerrel Kenemore, Jason Saad, Eyvin Hernández y Savoi Wright, quienes llegaron a una base militar en San Antonio, Texas, el 20 de diciembre. Adicionalmente, fueron liberados 16 venezolanos, incluyendo seis sindicalistas detenidos en 2022 y condenados a 16 años de prisión por "conspiración".
La negociación también implicó la devolución de Leonard Glenn Francis, alias "Fat Leonard", un empresario malasio involucrado en un importante escándalo de corrupción en la Armada de Estados Unidos. Este intercambio refleja un importante giro en las relaciones diplomáticas entre Estados Unidos y Venezuela, que habían estado marcadas por tensiones y la ruptura de relaciones diplomáticas hace más de cuatro años. La mesa de negociación, que había sido suspendida en 2021 debido a la extradición de Saab, se retomó recientemente bajo la mediación de Noruega, señalando un nuevo canal de comunicación directo entre Washington y Caracas. Los diez ciudadanos estadounidenses que habían sido detenidos injustamente en Venezuela atterizaron en Kelly Field, San Antonio, Texas. Entre ellos se encontraban Eyvin Hernández, Savoi Wright, Jerrel Kenemore, Joseph Cristella, Jason Saad y Edgar José Marval Moreno. Savoi Wright relató sobre las condiciones de su detención en Venezuela, donde él y otros cuatro estuvieron confinados en una celda pequeña y enfrentaron  constantes preocupaciones por su seguridad. Eyvin Hernández declaró sufrir maltrato psicológico durante todo su encarcelamiento y le agradeció al presidente Biden por su papel en su liberación. Roger Carstens, enviado para Asuntos de Rehenes, afirmó que para entonces no quedaban más estadounidenses detenidos en instalaciones penitenciarias de Venezuela y que durante la administración de Biden se habían liberado a 45 detenidos y rehenes injustos.
Luego de las elecciones presidenciales de 2024 inició una nueva ola de represión donde se detuvieron a figuras políticas, periodistas, testigos de mesas electorales y manifestantes en contra de los resultados anunciados. Las prácticas incluyeron el ingreso a viviendas sin órdenes de allanamiento y la desaparición forzad.El 4 de agosto Nicolás Maduro anunció un total de 2.000 detenidos por los cargos de expresiones de odio y acusados de actos terroristas en el país.La Plataforma Unitaria denunció el 10 de agosto que en el país se había desatado una persecución política "a niveles inhumanos". La coalición opositora se refirió así a las más de 2.400 detenciones en los últimos 13 días anunciadas por el mismo gobierno de Maduro.
Para el 12 de agosto de 2024, la ONG Foro Penal verificó e identificó 1.315 detenciones arbitrarias como parte de la represión post-electoral desde el 29 de julio. Entre ellas se incluyen a 177 mujeres, a 117 menores de edad, a 14 indígenas, y a 17 personas con discapacidad. Después de un mes fueron excarcelados al menos 86 adolescentes, menores de edad en forma paulatina, luego de haber sido detenidos en julio tras la cuestionada reelección presidencial. Delsa Solórzano denunció que a los presos políticos en Venezuela se les impide visita de familiares y abogados, violando la Constitución y la normativa internacional. Según la ONG Foro Penal, en Venezuela hay 1.963 presos políticos, entre los que cuentan a los cerca de 170 militantes y activistas de partidos que están tras las rejas. De acuerdo al reporte de las organizaciones de derechos humanos, hasta antes del año 2024 se tenía más de 12 presos políticos han muerto bajo la custodia del Estado desde el año 2015.
El 30 de enero de 2025 el gobierno venezolano liberó a seis estadounidenses que viajaron rumbo a Estados Unidos con Richard Grenell, el enviado especial del gobierno de Donald Trump. El 3 de marzo el Ministerio Público libera 110 personas detenidas durante las elecciones con órdenes de presentación luego de revisados sus casos y largas protestas de amigos y familiares en las puertas del sistema penitenciario, el fiscal informó que van 2006 personas excarcelados de los más de 2400 secuestrados, lo que demuestra que la operación fue para atemorizar a la población quienes son chantajeados y manipulados a no hacer declaraciones a la prensa sobre su trato mientras estaban detenidos. Dos de los detenidos sufren de esquizofrenia y depresión severa, Cristian Albornoz y Carlos Valencillos.
El 8 de marzo una protesta por el Día Internacional de la Mujer exigió el sábado la libertad de 121 presas políticas en Plaza Venezuela en Caracas y denunció las «condiciones inhumanas» de su cautiverio, según la ONG Foro Penal unas 2400 personas fueron detenidas acusadas de terrorismo de las cuales 250 eran mujeres.Para el 10 de marzo Foro Penal determinó que se desconocía el paradero de 64 presos.
El 9 de mayo un informe de Foro Penal detalla que existen 894 presos políticos de los cuales 805 son hombres y 89 son mujeres y hay cinco adolescentes, la cifra de militares privados de libertad se mantiene sin variaciones en 169. Así mismo informa que desde 2014 hasta la fecha se han producido un total de 18.346 detenciones por razones políticas.

## Por año de detención
Las personas listadas a continuación son aquellas cuyas detenciones han tenido lugar en el siglo XXI y han sido calificadas como arbitrarias por el Grupo de Trabajo sobre Detención Arbitraria de las Naciones Unidas, prisioneros de conciencia de acuerdo con Amnistía Internacional o clasificados como presos políticos por la organización no gubernamental Foro Penal, entre otros motivos:
| Presidencia    | Año  | Presos políticos |
| -------------- | ---- | --- |
| Hugo Chávez    | 2003 | Carlos Fernández Pérez • Erasmo Bolívar • Héctor Rovaín • José Pérez • Luis Molina • Marco Hurtado |
| Hugo Chávez    | 2004 | Carlos Izcaray • Francisco Usón • Henrique Capriles • Henry Vivas • Iván Simonovis • Lázaro Forero • Otoniel Guevara Pérez • Rolando Guevara Pérez • Vasco da Costa |
| Hugo Chávez    | 2005 | Carlos Ortega Carvajal |
| Hugo Chávez    | 2006 | Raúl Díaz Peña |
| Hugo Chávez    | 2007 | Eligio Cedeño • José Sánchez «Mazuco» |
| Hugo Chávez    | 2009 | Biagio Pilieri • María Lourdes Afiuni • Raúl Isaías Baduel • Julio César Rivas |
| Hugo Chávez    | 2010 | Alejandro Peña Esclusa • Oswaldo Álvarez Paz |
| Nicolás Maduro | 2013 | Timothy Tracy |
| Nicolás Maduro | 2014 | Alexander Tirado • Araminta González • Daniel Ceballos • Enzo Scarano • Gabriel Valles Sguerzi • Gilberto Sojo • Gregory Sanabria • Inés González Árraga • Leopoldo López • Lorent Saleh • Renzo Prieto • Rodolfo Pedro González (fallecido) • Rosmit Mantilla • Ruperto Sánchez • Sairam Rivas • Sandra Flores de Garzón • Víctor Ugas |
| Nicolás Maduro | 2015 | Antonio Garbi • Antonio Ledezma • Joselyn Prato • Leocenis García |
| Nicolás Maduro | 2016 | Braulio Jatar • Carlos Andrés García (fallecido) • Hannah Dreier • Joshua Holt • Villca Fernández • Yon Goicoechea |
| Nicolás Maduro | 2017 | Alfredo Ramos • Ángel Zerpa Aponte • Jesús Espinoza • Jorge Alayeto • Juan Caguaripano • Lisbeth Añez • Luis Mogollón • Luis Sánchez • Rafael Arreaza • Raúl Isaías Baduel • Santiago Guevara • Seis de Citgo • Virgilio Jiménez (fallecido) • Wuilly Arteaga |
| Nicolás Maduro | 2018 | Ángela Expósito • Ariana Granadillo • Billy Six • Emirlendris Benítez • Enrique Aristeguieta Gramcko • Fernando Albán Salazar (fallecido) • Geraldine Chacón • Igbert Marín Chaparro • Jesús Medina Ezaine • José Alberto Marulanda • Juan Requesens • Pedro Jaimes Criollo • Rafaela Requesens • Rubén González • Vasco da Costa • Wilder Vásquez • Williams Aguado |
| Nicolás Maduro | 2019 | Antonia Turbay • Edgar Zambrano • Gilber Caro • Juan Carlos Marrufo • Karen Palacios • Luis Carlos Díaz • Pedro Santana • María Auxiliadora Delgado • Rafael Acosta Arévalo (fallecido) • Roberto Marrero • Salvador Franco (fallecido) |
| Nicolás Maduro | 2020 | Argenis Ugueto • Darío Estrada • Darvinson Rojas • Gabriel Andrés Medina (fallecido) • Ismael León • Ivonne Barrios • Nicmer Evans • Robert Franco • Roland Carreño |
| Nicolás Maduro | 2021 | Freddy Guevara • Javier Tarazona • Luis Gonzalo Pérez • Milagros Mata Gil • Orlando Moreno • Rafael Rattia |
| Nicolás Maduro | 2022 | Alcides Bracho • Alonso Meléndez • Emilio Negrín • Eyvin Hernández • Gabriel Blanco • Néstor Astudillo • Olga Mata • Reynaldo Cortés • Ramón Centeno |
| Nicolás Maduro | 2023 | John Álvarez • Leoner Azuaje • Pedro Naranjo • María Fernanda Rodríguez • Nelson Piñero • Roberto Abdul |
| Nicolás Maduro | 2024 | Alberto Trentini (desaparecido) • Alejandro González de Canales • Ámbar Márquez • Américo de Grazia • Ana Carolina Guaita • Ángel Aristimuño • Anny Suárez • Ariadna Pinto • Biagio Pilieri • Carlos Azuaje • Carlos Chancellor • Carlos Julio Rojas • Carlos Molina • Carlos Valecillos • Carmela Longo • Claudia Macero • Cristian Albornoz • Deisy Peña • Diana Berríos • Dignora Hernández • Daniel Rojas • Edni López • Edward Ocariz • Emil Brandt • Endrick Medina • Enzo Scarano • Fabián Buglione (desaparecido) • Fernando Chuecos • Fernando Feo • Freddy Superlano • Gabriel González • Génesis Riera • Gilberto Reina • Guillermo López (desaparecido) • Henry Alviarez (desaparecido) • Henry Gómez • Jan Darmovzal (desaparecido) • Jeancarlos Rivas • Jesús Gutiérrez • Jesús Martínez Medina (fallecido) • Jesús Mata • Jesús Rafael Álvarez (fallecido) • José Gregorio Carnero • José Leocadio Carrillo • José Mosquera • José Sánchez «Mazuco» (desaparecido) • Juan Freites (desaparecido) • Juan Iriarte (desaparecido) • Kennedy Tejeda • Lauriannys Cedeño • Leocenis García • Lindomar Amaro • Luis Camacaro (desaparecido) • Luis Istúriz • Luis López • Luis Palocz (desaparición) • Luis Tarbay (desaparecido) • Maglen Marín • Marcos Castillo • María Isabela García • María Méndez • María Oropeza • Miguel Granados (desaparecido) • Mónica Martínez Bowen • Nabil Maalouf • Nelin Escalante • Nelson Merino • Óscar Alejandro • Óscar Castañeda • Paul León • Perkins Rocha • Piero Maroún • Rafael Ramírez Colina • Régulo Reina • Ricardo Brito • Ricardo Estévez (desaparición) • Rita Capriti • Rocío San Miguel • Roland Carreño • Rosa María Mota • Sofía Sahagún (desaparición) • Víctor Castillo • Víctor Ugas • Víctor Venegas • Victoria Morillo • Virgilio Laverde • Williams Dávila • Wilmer García • Wily Álvarez • Yenny Barrios • Yonnhy Liscano • Yousner Alvarado • Yuleny Aranguren |
| Nicolás Maduro | 2025 | Ángel Godoy (desaparecido) • Ángel Luna Lira (desaparecido) • Carlos Correa (desaparición) • Carlos Marcano • Catalina Ramos (desaparecida) • Eduardo Torres • Enrique Márquez (desaparecido) • Gorka Carnevali • Hostari Molina (desaparecido) • Juan Pablo Guanipa • Julio Balza (desaparecido) • Lourdes Villarreal (desaparecida) • Luis Somaza • Maykelis Borges • Nakary Ramos • Naomi Arnaudez • Nervins Sarcos (desaparecido) • Noel Álvarez (desaparecido) • Rafael Tudares (desaparecido) • Raúl Amiel • Roalmi Cabeza • Román Camacho (desaparición) • Rory Branker • Simón Bolívar • Simón Vargas |

## Extranjeros
En junio de 2023, Estados Unidos confirma la presencia de funcionarios de gobierno que busca solucionar situación de ocho detenidos norteamericanos, el Enviado Presidencial Especial para Asuntos de Rehenes, Roger Carstens. Los ex marines Airan Berry y Luke Denman del caso Operación Gedeón (2020); Hanid Ortiz Dahud (venezolano-estadounidense), procesado por el asesinato de dos cubanas y un ecuatoriano, hecho ocurrido en mayo de 2016; Jerrel Lloyd Kenemore, capturado en San Antonio del Táchira por presuntamente ingresar ilegalmente a Venezuela en noviembre de 2022; Eyvin Alexis Hernández detenido en San Antonio del Táchira en noviembre de 2022; Joseph Ryan Cristella, preso en octubre de 2022 en la frontera entre Venezuela y Colombia que declara "detención injusta"; Jason George Saab capturado en Zulia; Leslie Nereida Ortiz recluida en el Instituto Nacional de Orientación Femenina (INOF) desde el 30 de abril de 2011 por tráfico de cocaína.[cita requerida]
En diciembre de 2023 fueron canjeados 10 rehenes estadounidenses por el empresario colombiano Alex Saab, detenido e investigado en Estados Unidos. El 17 de octubre de 2024 Diosdado Cabello anunció una nueva lista de extranjeros detenidos en Venezuela.Posteriormente fueron detenidos otros extranjeros. El 31 de enero de 2025 fueron liberados 6 rehenes estadounidenses. Tres norteamericanos dieron su testimonio al diario The New York Times sobre su estadía en los calabozos de Venezuela.